# Cuza Vodă (gmina Popricani)
Cuza Vodă – wieś w Rumunii, w okręgu Jassy, w gminie Popricani. W 2011 roku liczyła 622 mieszkańców.